# 太原镇
太原镇，是中华人民共和国重庆市彭水苗族土家族自治县下辖的一个乡镇级行政单位。

## 行政区划
太原镇下辖以下地区：
麒麟村、花园村、高桥村和区阳村。